# Amigos
Amigos – siódmy album studyjny zespołu Santana wydany w 1976. Największymi przebojami z tego albumu są „Europa (Earth’s Cry Heaven’s Smile)” oraz „Let It Shine”.

## Lista utworów
Opracowano na podstawie materiału źródłowego.
| 1. | „Dance Sister Dance (Baila Mi Hermana)” (Leon „Ndugu” Chancler, Tom Coster, David Rubinson) | 8:15  |
|    |                                                                                             |       |
| 2. | „Take Me With You” (Chancler, Coster)                                                       | 5:26  |
|    |                                                                                             |       |
| 3. | „Let Me” (Carlos Santana, Coster)                                                           | 4:50  |
|    |                                                                                             |       |
| 4. | „Gitano” (Armando Peraza)                                                                   | 6:13  |
|    |                                                                                             |       |
| 5. | „Tell Me Are You Tired” (Chancler, Coster)                                                  | 5:42  |
|    |                                                                                             |       |
| 6. | „Europa (Earth’s Cry Heaven’s Smile)” (Santana, Coster)                                     | 5:06  |
|    |                                                                                             |       |
| 7. | „Let It Shine” (David Brown, Ray Gardner)                                                   | 5:42  |
|    |                                                                                             |       |
|    |                                                                                             | 41:14 |
|    |                                                                                             |       |

## Twórcy
Opracowano na podstawie materiału źródłowego.
- Carlos Santana – wokal, gitara, instrumenty perkusyjne
- David Brown – bas
- Tom Coster – keyboard, wokal
- Leon „Ndugu” Chancler – bębny, instrumenty perkusyjne
- Armando Peraza – perkusja, wokal
- Greg Walker – wokal
- Ivory Stone – wokal
- Julia Tillman Waters – wokal
- Maxine Willard Waters – wokal

## Listy sprzedaży
| Lista           | Kraj              | Pozycja |
| --------------- | ----------------- | ------- |
| Billboard 200   | Stany Zjednoczone | 10      |
| ARIA Charts     | Australia         | 9       |
| UK Albums Chart | Wielka Brytania   | 21      |